# Trentepohlia (Plesiomongoma) novaebrittaniae
Trentepohlia (Plesiomongoma) novaebrittaniae is een tweevleugelige uit de familie steltmuggen (Limoniidae). De soort komt voor in het Australaziatisch gebied.